# Ochicanthon loebli
Ochicanthon loebli är en skalbaggsart som beskrevs av Renaud Maurice Adrien Paulian 1980. Ochicanthon loebli ingår i släktet Ochicanthon och familjen bladhorningar. Inga underarter finns listade i Catalogue of Life.